# یاشار ارکان

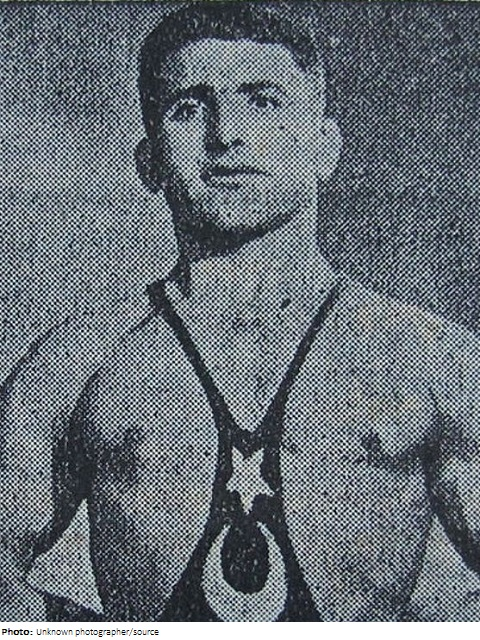
یاشار ارکان - دهه ۱۹۳۰

یاشار ارکان (ترکی استانبولی: Yaşar Erkan; ۳۰ آوریل ۱۹۱۱ – ۱۸ مهٔ ۱۹۸۶) کشتی‌گیر فرنگی اهل ترکیه بود.